# Dan Quayle
James Danforth (Dan) Quayle, född 4 februari 1947 i Indianapolis, Indiana, är en amerikansk jurist och republikansk politiker. Han var USA:s vicepresident 1989–1993 under George H.W. Bush.

## Karriär
Vid 29 års ålder valdes Quayle in i USA:s kongress och fyra år senare, 1980, blev han vald till senator. 1988 blev han utsedd till George H. W. Bushs vicepresidentkandidat inför presidentvalet i november. Efter valsegern innehade han denna post till januari 1993, då han och Bush efterträddes av Al Gore (vicepresident) respektive Bill Clinton efter republikanernas valförlust i november 1992.
Under sin tid som vicepresident blev han förlöjligad på grund av uttalanden av typen "Det är dags för människorasen att ge sig in i solsystemet" (det är dock inte säkert att Quayle är upphovsmannen till detta citat), "The question if we are going forward to the tomorrow or we are going past to the back" och "I did not live in this century."
Bland hans mest uppmärksammade misstag var när han tillrättavisade en skolpojke som stavat rätt på "potato", som Quayle ansåg stavades "potatoe". Han påstod också vid ett tal att USA var ockuperat av Nazityskland under andra världskriget. Det bör dock noteras att Quayle omvaldes 1986 till senaten med stor majoritet, ett år då många andra senatsrepublikaner förlorade sina platser.
Quayle bedrev under 1999 en valkampanj med mål att väljas till president vid presidentvalet 2000, något han offentliggjorde under en intervju i Larry King Live. Efter dåliga resultat i opinionsundersökningar valde han att lägga ned kampanjen.

## Personligt
Dan Quayles fullständiga namn uppges ofta vara "James Danforth Quayle III", men Dan Quayle har i sina memoarer påpekat att han är döpt som James Danforth Quayle och inget annat.